# Kaouaskagouche
La Seigneurie de Kaouaskagouche, aussi appelée Vraskagache et Narraguagus, est un territoire concédé à Pierre Thibaudeau par le gouverneur de la Nouvelle-France, Louis de Buade de Frontenac et par l'Intendant Champigny, question d'augmenter la présence française dans la région.  La concession est située entre l'île Mont-Désert et Majais (Machias) en Acadie, aujourd'hui dans l'État du Maine, États-Unis.
Cette concession a reçu confirmation par brevets royaux émis à Versailles par Louis XIV, le 19 mai 1695. Le même jour, Bernard d'Amours, fils de Mathieu d'Amours et de Marie Marsolet, frère de Charles d'Amours, seigneur de la Matapédia, et gendre de Pierre Thibaudeau, obtient une concession identique sur la rivière Caimbekechiche (Kennebec).
À cette époque, une seigneurie est qualifiée de "fief noble" ou "terre noble". Le seigneur de ce territoire n'est pas anobli pour autant. Il acquiert en fait un statut social légèrement au-dessus de ceux qui ne l'ont pas et surtout, il obtient des terres exploitables à partir de quoi il pourra, pour lui ou sa descendance, faire commerce.
La Seigneurie de Kaouaskagouche est en bordure de la rivière du même nom (aujourd'hui Narraguagus river) et mesure 2 lieues (8,9 km) de profondeur et de 1 lieue (4,4 km) de chaque côté de la rivière, incluant les îles soit plus de 4000 hectares. Le territoire se situe autour de l'actuelle communauté de Millbridge, près d'Harrington Bay, Narraguagus Bay et de Pleasant Bay, sur la côte du Golfe du Maine, à l'entrée de la Baie de Fundy.
Le mot Kaouaskagouche provient de la langue abénaquise (alnanbale). Une des tribus de la confédération abénaquise se nomme Ouarastegouiak, s'apparentant étroitement à Kaouaskagouche.  Les variations Vraskagache et Narraguagus proviennent probablement de la prononciation anglaise du nom de lieu.
Le site est également situé à 60 km à l'est de Pentagouet. Pierre et ses fils ont dû avoir quelques relations socio-économiques avec Jean-Vincent d'Abbadie de Saint-Castin (1652-1707), chef abénaquis.
Bien que Pierre Thibaudeau possède des droits sur cette terre, il ne peut néanmoins en jouir puisque le territoire qui deviendra l'État du Maine, est revendiqué tant par les Acadiens que par les Anglais de la Nouvelle-Angleterre. Après la conquête de l'Acadie en 1714, les Anglais s'y installent définitivement.  Les marchands de bois anglais construisent un camp forestier dès 1757 à Cherryfield  puis en 1765, à Millbridge, situé au cœur de la concession de Pierre Thibaudeau.